# Castello di Novi Velia
Il castello di Novi Velia è un castello costruito a Novi Velia nel 1291; disposto in una posizione strategica da cui è possibile osservare l'intero territorio del Cilento dal Mar Tirreno del Golfo di Velia alla catena degli Alburni fino alla costiera amalfitana con i monti Lattari e le sue località abitate, la penisola sorrentina e Capri.

## Storia
La costruzione del palazzo feudale, sede della baronia dal XIII secolo, fu iniziata nel 1291 da Guglielmo Marzano, Signore dello Stato di Novi, che aveva donato ai monaci Celestini, assieme all'antico Santuario, sulla cima del Gelbison, consacrato alla vergine Maria, il suo antico palazzo, trasformato poi in Monastero.
Re Carlo II, con suo ordine del 26 ottobre 1297, stabilì di non abbattere e diroccare il nuovo Castello di Novi, come prima era stato ordinato, in quanto questa «nuova Fortezza era veramente propugnacolo assai buono contra nemici e da esso Guglielmo ben munita». Il Palazzo appartenne ai Marzano, assieme alla baronia di Novi, per tutto il periodo del Regno degli Angioini fino al re Ferrante d’Aragona, contro il quale Marino, che ne aveva sposato la sorella, e ultimo successore della potente famiglia dei Marzano, tramava per il ritorno degli Angioini sul trono di Napoli. Marino fu arrestato e imprigionato con la confisca di tutti i suoi possedimenti tra cui la Baronia di Novi con il suo Castello. Il Palazzo assieme alla baronia subì le vicissitudini del Regno di Napoli del periodo rinascimentale; fu venduto prima a De Petrucis, primo ministro del re Ferrante, quindi a Berlangiero Carrafa, maggiordomo del Re Federico d’Aragona e successivamente a Giulia Carrafa, figlia ed erede di Berlangiero, la quale sposa Camillo Pignatelli, Conte di Borrello, che diviene, così Barone di Novi; la Baronia di Novi con il suo castello rimane alla famiglia Pignatelli per tutto il ‘500 fino al '600 cioè fino alla vendita, nel 1682, alla Famiglia Zattera, che, ottenuto dal Re Carlo III nel 1752 il titolo di marchese, tenne il Feudo di Novi fino alla sua soppressione, avvenuta con i francesi all'inizio dell'Ottocento.
Sede abitativa degli Zattera e dei propri eredi (Vairo) fino all'inizio del Novecento l'edificio è stato venduto nel 1932 e adattato a civili abitazioni.
Nel 1660 la Regia Camera della Sommaria ordina all'ing. Cafaro l'estimo della Baronia di Novi nella quale è riportato che vi «…Si trova una torre quadra alta ed antica supra un poco di relevato del medesimo monte. Serve oggi di Carcere. Sotto il quale è il Palazzo del Barone di Stato nel quale si entra per una porta e si trova il cortile scoverto grande … All'incontro detta porta è quella sala grande che sta al piano del cortile … e a destra due camere grandi all'incontro le quali sono altre camere e una loggia verso ponente e mezzogiorno dalle quali si vede tutta la terra e quasi tutti i suoi casali e buona parte del Cilento. Marina di Castello a mare della Bruca ed altro…»
L'ingresso principale è rappresentato da un portale in pietra calcarea locale composto dalla soglia, in cui è possibile individuare bilateralmente i punti di ancoraggio del portone in legno, l'arco sommitale a tutto sesto, a conci cuneiformi terminanti al centro con il concio in sommità (chiave); le estremità dell'arco poggiano lateralmente sui due colonne a conci rettangolari; sulla faccia anteriore dei due conci basali, uno a destra e uno a sinistra sono riportate figure, che ricorrono frequentemente nell'iconografia longobarda. A sinistra la figura richiama probabilmente una fibula, mentre a destra è chiaramente visibile la figura del fiore della vita a otto petali, simile a quello raffigurato alla base della fonte battesimale in pietra della Chiesa parrocchiale di S. Maria dei Lombardi, a riprova della presenza longobarda a Novi, assieme ad altre significative testimonianze.